# Замка (Код Лиоко)
Замка (фр. Piège) је четрнаеста епизода прве сезоне серије Код Лиоко.

## Опис
Звуци се чују у великим, празним просторијама фабрике, али то није због наших хероја… Ксена почиње напад. Неколико стотина метара далеко, Џереми се изненада сећа нечега, раније напуштајући тест из математике. Позива друге зато што су упознали Аелиту тачно пре годину дана; на неки начин је рођендан виртуелне девојчице.
Група одлучи да јој пожеле срећан рођендан из фабрике. Од и Џереми прво одлазе тамо док Улрик чека Јуми испред њене учионице. Када прва двојица дођу, притисну дугме лифта, али ништа се није десило, на неки збуњујући начин. Џереми предлаже претпоставку да је можда до нестанка струје. Он и Од крену даље у дубину фабрике да потраже кутију са осигурачима. Недуго након тога, долазе Јуми и Улрик. Када притисну дугме, врата лифта се необјашњиво затварају, што се није десило када су покушали Од и Џереми. Али пре него што се затворе, Сиси улази у лифт; пратила је њих двоје, одлучујући да сазна да ли се налазе на романтичном проводу.
Док се лифт полако креће надоле, Ксена презима ствари и квари каблове, прво имобилишући лифт, а затим га потпуно откачивши, што га баца у мрак и пада до дна шахта, остављајући Сиси у несвести и Улрика са сломљеном руком… У исто време, Ода и Џеремија нападају машине које је Ксена запоседнуо. Пали су у замку. Далеко у виртуелном свету, Аелита осећа пулсације.
Од и Џереми успевају да умакну помахниталим машинама. Они избегавају експлозију котла који је преоптеретио Ксена. С друге стране, у лифту, ситуација је озбиљна. Јуми користи сигурносне мердевине и стиже до лабораторије, али Улрик је парализован доле у лифту са Сиси. Зидови поред њих пуцају, доводећи до излива воде из цеви, а такође блокирају кровни отвор рушевинама… Занимљиво, он и Сиси су веома заштићени једно од стране другог, поготово када такозвана штеточина спроводи имобилизацију над Улриковом руком.
Аелиту јури краба, али успева да побегне користећи своју креативност. Придружили су јој се Јуми и Од. У лифту, вода заузима три четвртине простора. Свесни Улрикове несигурне ситуације, Јуми и Од, упорни, спектакуларно нападају крабе код торња, које пуцају у непосредној близини. Хероји их уништавају пре него што су обоје девиртуелизовани. Трећа краба је остала, али Аелита успева да се прошуња испод ње и у торањ.
Улрик и Сиси једва су спасени од дављења кад је унет код и покренут повратак у прошлост.
У Џеремијевој соби је одржана Аелитина рођенданска журка. Група је шпијунирана од стране Сиси и њене дружине. Само је Улрик приметио, који јој се пријатељски осмехнуо и махнуо. Изненађена, она грди Херва који каже да су луди јер „славе рођендан компјутера“, онда она нареди да ће сутра све троје славити рођендан њеног несесера са шминком. Једно је сигурно: Улриково мишљење о Сиси се променило.

## Емитовање
Епизода је премијерно емитована 3. децембра 2003. у Француској. У Сједињеним Америчким Државама је емитована 6. маја 2004.